# Château de Lagos
Le château de Lagos est une ancienne fortification militaire située sur le territoire de la municipalité de Lagos (district de Faro, Portugal),.
Bien que l'ensemble des structures défensives de la ville soit connu sous le nom de Château de Lagos, cette désignation s'applique principalement à la forteresse connue sous le nom de Château des Gouverneurs, tandis que le périmètre restant, composé de plusieurs sections de remparts et de bastions, est connu sous le nom de Remparts de Lagos. 
Il est classé Monument national depuis 1924. 

## Historique
La zone où se trouve la ville moderne de Lagos, sur la rive droite de la Ribeira de Bensafrim, pourrait avoir été fondée par les Carthaginois au milieu du Ier millénaire av. J.-C.. Cette colonie avait probablement quelques structures défensives, mais la première fortification comparable à un château n'a été construite que pendant l'occupation islamique, étant probablement une citadelle, qui pourrait avoir été à l'origine du futur Château des Gouverneurs. 

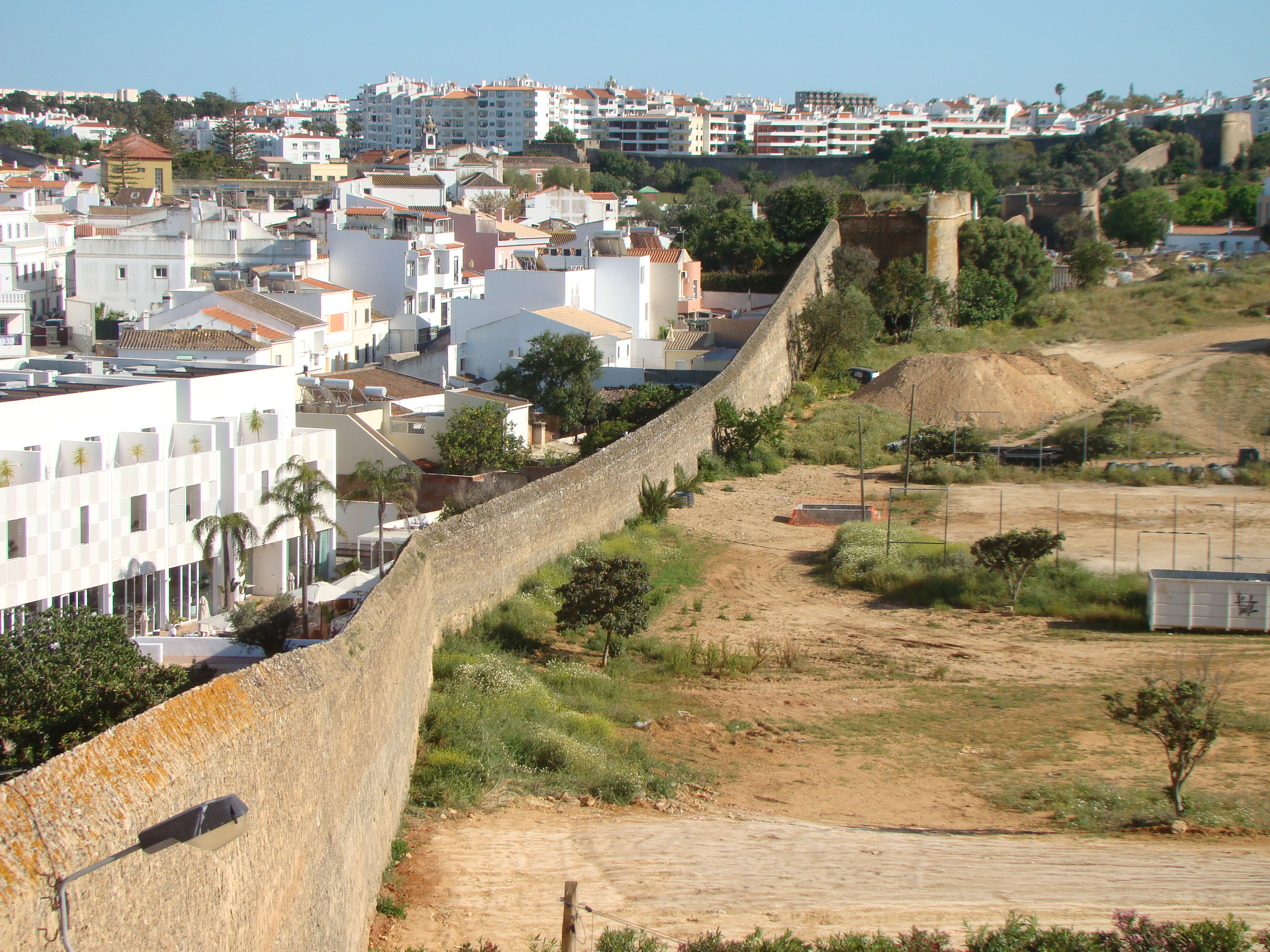
Les murailles de la ville

Après la reconquista, la construction a commencé sur un ensemble de murailles autour de la ville  sous le règne de Alphonse III (1248-1279),  et ont probablement été achevés au XIVe siècle. En raison de l'expansion urbaine progressive de la ville de Lagos, et de son importance dans le cadre des découvertes portugaises, au début du XVIe siècle, la construction d'une deuxième ligne de murailles a commencé à être envisagée, qui ont été achevés sous le règne du roi Jean III (1502-1557).
La ville et ses défenses sont entrées dans une période de déclin après la restauration de l'indépendance en 1640, et en 1755, elle a été dévastée par le tremblement de terre de 1755, qui a détruit le château et la plupart des murailles. Le château n'a jamais été reconstruit, et a finalement été partiellement transformé en hôpital. Les remparts et le château ont été déclarés Monument national en 1924, et dans les années 1950, l'Estado Novo a effectué d'importants travaux de restauration dans le cadre des célébrations du centenaire du prince Henri le Navigateur. Depuis lors, les remparts et le château ont fait l'objet de plusieurs interventions de conservation spécifiques, notamment les travaux réalisés dans les années 1980 par la Direction générale des bâtiments et monuments nationaux, et dans les années 2010 par le Conseil municipal de Lagos. ]

## Galerie

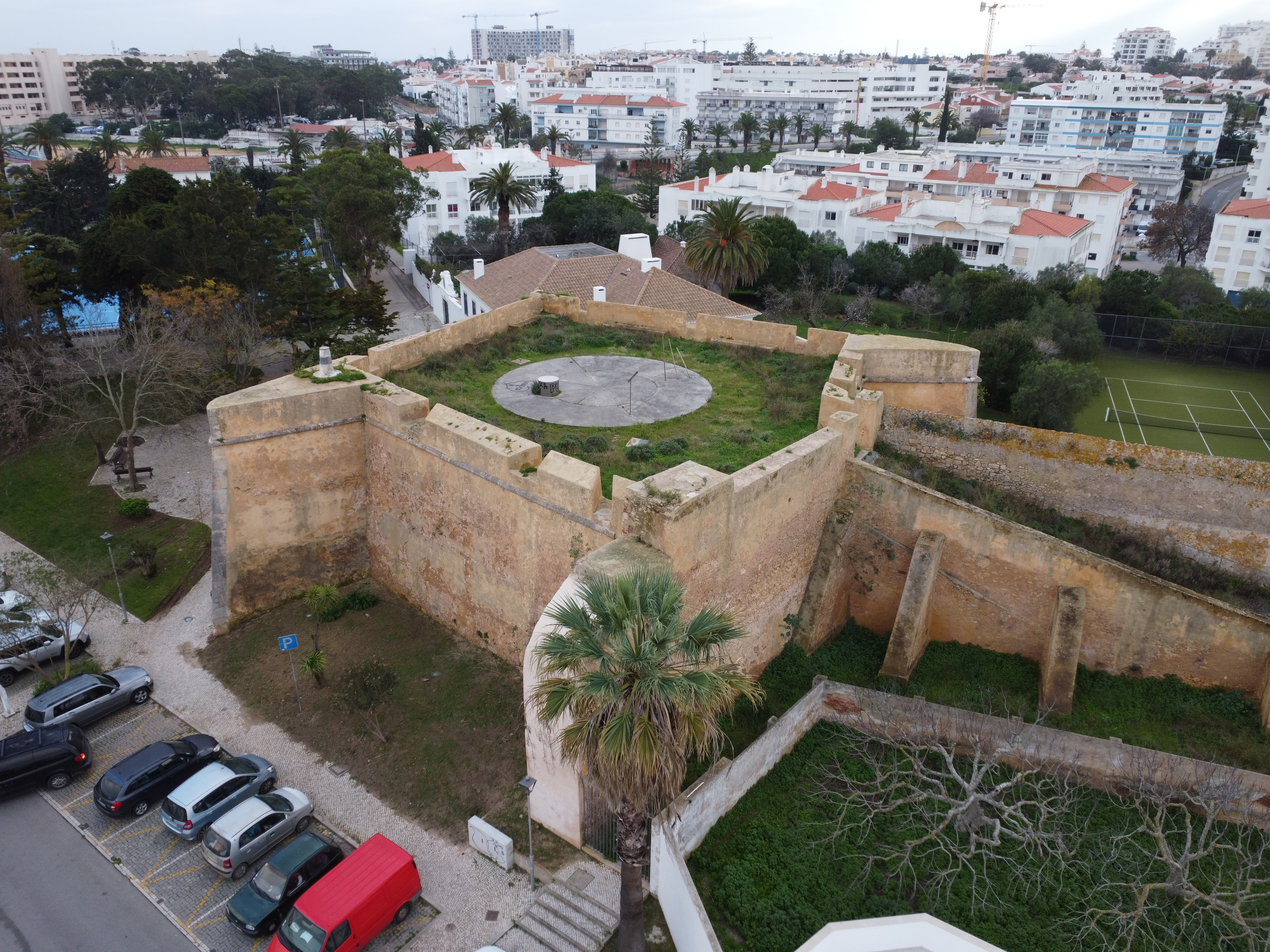
Bastion da Porta da Vila
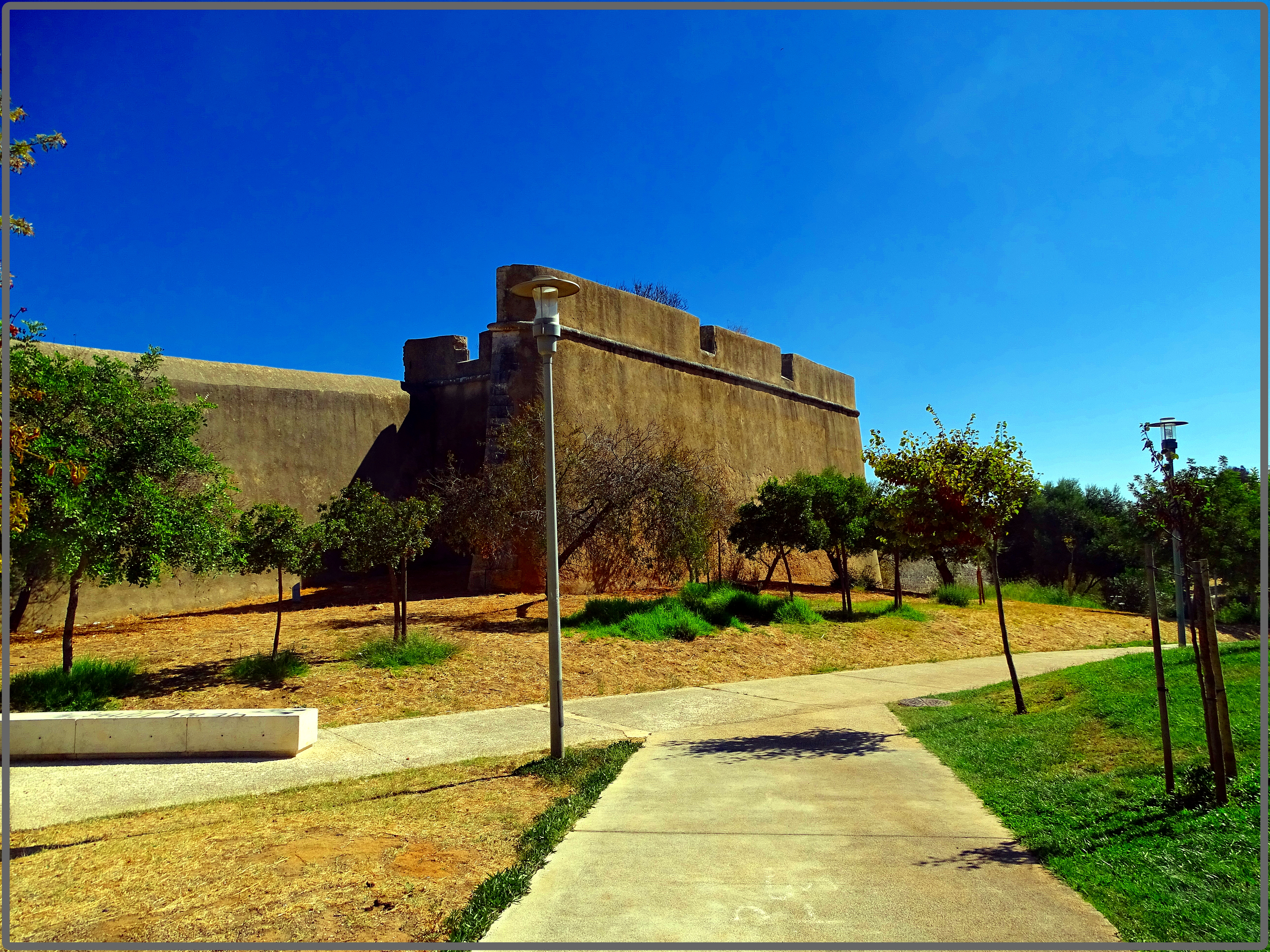
Bastion da Gafaria